# قصب السكر الصيني
قصب السكر الصيني (الاسم العلمي:Saccharum sinense) هو نوع من النباتات يتبع جنس قصب السكر من الفصيلة النجيلية.